# Sheboygan Red Skins 1945-1946
La stagione 1945-46 degli Sheboygan Red Skins fu l'8ª nella NBL per la franchigia.
Gli Sheboygan Red Skins vinsero la Western Division con un record di 21-13. Nei play-off vinsero la semifinale con gli Oshkosh All-Stars (3-2), perdendo poi la finale i Rochester Royals (3-0).

## Roster
| N° | Naz.                   | Ruolo | Sportivo            | Anno | Alt. | Peso |
| -- | ---------------------- | ----- | ------------------- | ---- | ---- | ---- |
|    | Stati Uniti (bandiera) | AC    | Ed Dancker          | 1914 | 201  | 91   |
|    | Stati Uniti (bandiera) | AC    | Mike Novak          | 1915 | 206  | 99   |
|    | Stati Uniti (bandiera) | G     | Bobby Holm          | 1919 | 183  | 91   |
|    | Stati Uniti (bandiera) | GA    | Dick Schulz         | 1917 | 188  | 87   |
|    | Stati Uniti (bandiera) | GA    | Al Lucas            | 1922 | 191  | 88   |
|    | Stati Uniti (bandiera) | GA    | Al Grenert          | 1919 | 183  | 86   |
|    | Stati Uniti (bandiera) | G     | Tony Kelly          | 1919 | 185  | 75   |
|    | Stati Uniti (bandiera) | A     | Johnny Kotz         | 1919 | 191  | 91   |
|    | Stati Uniti (bandiera) | AC    | Kleggie Hermsen     | 1923 | 203  | 102  |
|    | Stati Uniti (bandiera) | GA    | Steve Sharkey       | 1918 | 183  | 86   |
|    | Stati Uniti (bandiera) | G     | Mickey Rottner      | 1919 | 178  | 80   |
|    | Stati Uniti (bandiera) | GA    | Rube Lautenschlager | 1915 | 191  | 86   |
|    | Stati Uniti (bandiera) | AC    | Ken Buehler         | 1919 | 188  | 82   |
|    | Stati Uniti (bandiera) | GA    | Babe Ziegenhorn     | 1918 | 183  | 84   |
|    | Stati Uniti (bandiera) | AC    | Pop Goodwin         | 1920 | 188  | 92   |
|    | Stati Uniti (bandiera) | G     | Ken Suesens         | 1916 | 185  | 79   |
|    | Stati Uniti (bandiera) | GA    | Don Harvey          | 1920 | 180  | 82   |
|    | Stati Uniti (bandiera) | GA    | Charlie Epperson    | 1919 | 188  | 77   |

## Staff tecnico
- Allenatore: Dutch Dehnert